# Pointis-Inard

Pointis-Inard este o comună în departamentul Haute-Garonne din sudul Franței. În 2009 avea o populație de 816 de locuitori.

## Evoluția populației
| An        | 1975 | 1982 | 1990 | 1999 | 2006 | 2009 |
| --------- | ---- | ---- | ---- | ---- | ---- | ---- |
| Populație | 616  | 650  | 688  | 740  | 786  | 816  |